# 장례식을 마치고 (영화)
장례식을 마치고(Murder At The Gallop)는 영국에서 제작된 조지 폴락 감독의 1963년 코미디, 범죄, 드라마, 미스터리, 스릴러 영화이다. 마가렛 러더포드 등이 주연으로 출연하였고 조지 H. 브라운 등이 제작에 참여하였다.

## 출연

### 주연
- 마가렛 러더포드
- 스트링거 데이비스

### 조연
- 로버트 몰리
- 플로라 롭슨
- 버드 팅웰
- 로버트 유쿼하트
- 카티아 더글러스
- 제임스 빌리어스
- 노엘 하울렛
- 핀레이 커리
- 던컨 라몽
- 케빈 스톤니
- 프랭크 앳킨슨
- 로저 아본
- 프레드 그리피스

## 제작진
- 원작자: 아가사 크리스티
- 배역: 아이린 하워드